# Ameca (rzeka)
Ameca – rzeka w Meksyku, mająca około 230 km długości. Jej źródła znajdują się w Bosque de la Primavera w Jalisco, 23 km na zachód od Guadalajary. Przepływa przez miasto Ameca oraz stanowi granicę pomiędzy stanami Jalisco i Nayarit. Uchodzi do zatoki Bahía de Banderas w pobliżu Puerto Vallarta. Jej głównymi dopływami są Ahuacatlán i Amatlán de Cañas.
Ameca była jedynym miejscem, gdzie występowała ameka wspaniała (od 1996 uznana za wymarłą w stanie dzikim).